# Софора японская
Софо́ра япо́нская, или Стифноло́бий японский (лат. Styphnolóbium japónicum) — листопадное дерево; вид рода Стифнолобий (Styphnolobium) семейства Бобовые (Fabaceae).

## Ботаническое описание

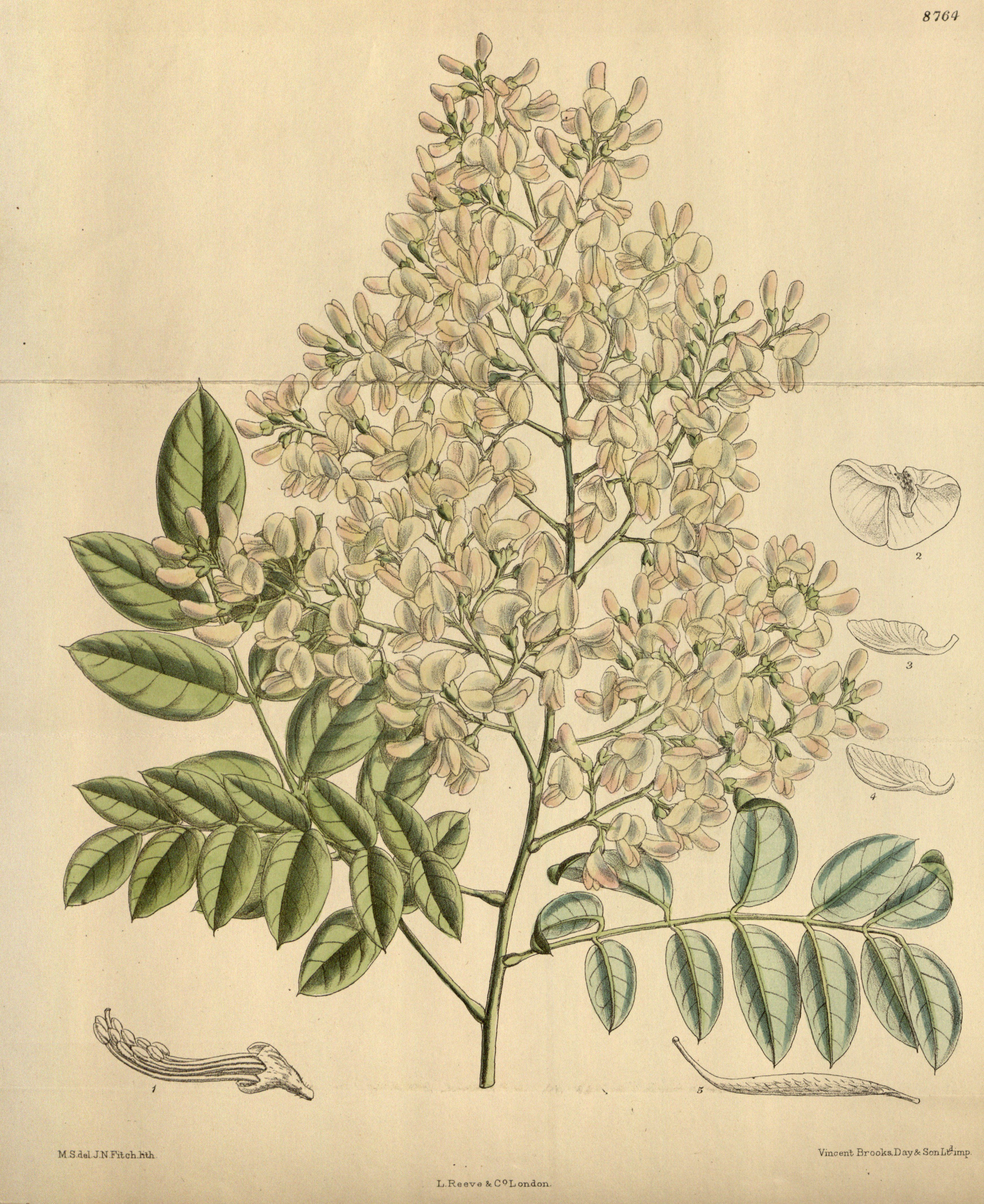
Ботаническая иллюстрация из Curtis’s Botanical Magazine, vol. 144, 1918

Дерево до 25 м высоты с широкой шаровидной кроной. Кора на старых стволах тёмно-серая с трещинами. Молодые ветви зелёные, без колючек.
Листья непарноперистосложные, длиной 11—25 см, листочки — их 9—17, продолговато-яйцевидные, длиной 2—5 см.
Цветки желтовато-белые, ароматные, собраны в рыхлые метёлки, напоминающие пагоду и     достигающие в длину 35 см. Цветёт раз в два года в июле — августе.
В теплом и влажном климате цветение может продолжаться целый месяц. Отдельные цветки живут 3—4 дня. У софоры хорошо выражена периодичность цветения. Во время обильного цветения на отдельных старых деревьях насчитывали до 500 000 цветков. В условиях Ростовской области сумма эффективных температур для начала цветения 1228,2±15,1 °С, а для окончания 1900,6±23,9 °С. 
Плод — сочный невскрывающийся цилиндрический боб с чётковидными утолщениями, сначала зеленовато-бурый, а при созревании красноватый, 3—8 см длины. Плоды созревают в сентябре — октябре и держатся на дереве всю зиму.

## Распространение и экология
Происходит из Китая. Упоминается ещё в древнекитайском тексте «Цзо чжуань» (около 400 г. до н. э.).  Современное распространение: Китай, Корея, Япония. В культуре с 1747 года.
В Никитском ботаническом саду в Крыму с 1814 года. Отсюда широко распространилась по Херсонской, Запорожской областям, Краснодарскому краю и Дону.
Лучше развивается на свежих суглинистых и супесчаных почвах, может расти на засолённых. Засухоустойчива, теневынослива, страдает от холодных ветров и больших морозов.

## Хозяйственное значение и применение
Лекарственным сырьём являются бутоны софоры японской (лат. Alabastra Sophorae japonicae) и плод софоры японской (Fructus Sophorae japonicae). Бутоны заготовляют в сухую погоду в конце фазы бутонизации, а плоды — в недозрелом состоянии в сентябре — октябре, срезая секаторами, ножницами или осторожно обламывая метёлки с бобами. Сушат на чердаках с хорошей вентиляцией или в сушилках. Основные действующие вещества — флавоноиды, из них главный — рутин.
Из бутонов получают препарат «Рутин», который применяется для профилактики и лечения гипо- и авитаминоза P, нарушениях проницаемости сосудов, для лечения поражений капилляров. Из плодов получают настойку, используемую в качестве ранозаживляющего средства для промывания, орошения, влажных повязок при гнойных воспалительных процессах — ранах, ожогах, трофических язвах.
Медонос. В нектаре софоры концентрация сахаров в среднем составляет 50%. В нектаре много глюкозы. Ее процент по отношению к общей сумме сахаров (принятом за 100%) равняется 38,51, для фруктозы 7,44 и сахарозы 54,05%. Продуктивность мёда условно чистых насаждений в условиях Ростовской области 790 кг/га.
Древесина софлоры японской красивая, золотисто-коричневая с зеленоватым оттенком, глянцевым блеском, несколько напоминает древесину бобовника. Текстура мягкая. Плотность в сухом состоянии около 673 кг/м³.  При обычном свободном произрастании деревьев форма ствола не позволяет вырабатывать длинные широкие доски. Маловероятно, чтобы древесина софоры японской фигурировала на мировом рынке. Однако в Японии она ценится как прочная, крепкая, биостойкая порода и используется в основном в качестве опорных столбов (колонн) и для сооружения каркасов домов. Древесина так же используется для изготовления столярных изделий.
Широко культивируется как декоративное растение.

## Токсичность
Все части растения, кроме цветков, описаны[кем?] как очень ядовитые; упоминаются[где?] кора и семена, особенно кожура плодов. Основными ядовитыми действующими веществами являются 0,08% софорабиозида, рутина и других веществ в плодах, 2% софорикозида в незрелых плодах и цитизин, токсальбумины и софорамин в семенах. 
Симптомы отравления: кожура плодов очень ядовита. Подкожное введение экстракта губительно для лягушек, ящериц и белых мышей. Инъекция вызывает кратковременное повышение уровня сахара в крови и глюкозурию у теплокровных животных с последующим появлением одышки и уменьшением количества эритроцитов.

## Таксономия
Первоначально Линней описал растение в составе рода Софора, позднее вид был помещён в род Стифнолобий (Styphnolobium) из того же семейства, видовой эпитет использованный Линнеем в новой комбинации был сохранён. 
Styphnolobium japonicum (L.) Schott, Wiener Zeitschrift für Kunst, Litteratur, Theater und Mode 3: 844. 1830. 

### Синонимы
- Sophora japonica L.basionym
- Sophora japonica f. oligophylla Franch.
- Sophora japonica f. pendula Zabel
- Sophora japonica var. pubescens (Tausch) Bosse
- Sophora japonica var. violacea Carrière

## Прочие сведения
Это дерево считается одним из символов Пекина.